# 히가시사카타역
히가시사카타역(일본어: 東酒田駅 ひがしさかたえき[*])은 일본 야마가타현 사카타시에 위치한 동일본 여객철도 우에쓰 본선의 철도역이다. 상대식 승강장 2면 2선의 구조를 갖춘 지상역이다. 아마루메역에서부터 정차하는 리쿠우사이 선도 직결 운행한다.

## 타는 곳
| (역사측) | ■ 우에쓰 본선   | 하행 | 사카타 · 우고혼조 · 아키타 방면     |
| (반대측) | ■ 우에쓰 본선   | 상행 | 아마루메 · 쓰루오카 · 무라카미 방면 |
| (반대측) | ■ 리쿠우사이 선 |      | 후루쿠치 · 신조 방면                |

## 역 주변
- 주변에는 상점 등은 아무것도 없어, 넓은 논 등이 펼쳐져 있다.

## 역사
- 1944년 3월 31일 : 일본국유철도의 히가시사카타 신호장으로서 개설.
- 1958년 12월 25일 : 역으로 승격. 히가시사카타역으로 개업.
- 1972년 9월 1일 : 무인화.
- 1987년 4월 1일 : 일본국유철도 분할 민영화에 의해, 동일본 여객철도가 승계.

## 인접 역
| 동일본 여객철도 우에쓰 본선 · 리쿠우사이 선 | 동일본 여객철도 우에쓰 본선 · 리쿠우사이 선 | 동일본 여객철도 우에쓰 본선 · 리쿠우사이 선 |
| ------------------------------------------- | ------------------------------------------- | ------------------------------------------- |
| 사고시 니쓰 방면                            | ■ 우에쓰 본선 · ■ 리쿠우사이 선             | 사카타 아키타 방면                          |